# Gamera: Guardian of the Universe
Gamera: Guardian of the Universe (jap. ガメラ 大怪獣空中決戦 Gamera: Daikaijū Kūchū Kessen) – japoński film typu kaijū z 1995 roku w reżyserii Shūsuke Kaneko. Dziewiąty film z serii o Gamerze, oraz pierwszy jej reboot.

## Obsada[1]
- Tsuyoshi Ihara – Yoshinari Yonemori
- Akira Onodera – Naoya Kusanagi
- Shinobu Nakayama – Mayumi Nagamine
- Ayako Fujitani – Asagi Kusanagi
- Yukijirō Hotaru – inspektor Osako
- Hatsunori Hasegawa – płk. Satake
- Hirotaro Honda – pan Saito
- Akira Kubo – kapitan Kairyu-maru
- Naoki Manabe – Gamera
- Jun Suzuki – Gamera
- Yūmi Kaneyama –
  - Super Gyaos
  - reporterka